# Exoprimal
Exoprimal — багатокористувацький шутер від третьої особи 2023 року, розроблений та виданий Capcom. Гравець керує «екзофайтером» — солдатом в екзокостюмі, який повинен виконувати завдання, борючись з ордами динозаврів, з метою перемогти зловісного штучного інтелекту — Левіафана. У геймплеї гравці об'єднуються у дві команди по п'ять осіб і повинні змагатися між собою, щоб перемогти хвилі динозаврів і виконати завдання раніше, ніж це зробить команда супротивника.
Exoprimal вийшла 14 липня 2023 року для PlayStation 4, PlayStation 5, Windows, Xbox One та Xbox Series X/S. Гра отримала неоднозначні відгуки критиків і до вересня 2023 року було продано менш як 940 000 копій.

## Ігровий процес
Exoprimal — це відеогра формату "гравець проти гравця проти середовища ", де гравці, керуючи екзофійцями, поділяються на дві команди та змагаються, щоб першими виконати завдання. У грі представлено кілька екзокостюмів, кожен із яких має власне озброєння та здібності, розділені на три класи персонажів: штурмовий, танковий та допоміжний. Наприклад, Roadblock — це танковий персонаж, оснащений щитом, Witchdoctor — допоміжний персонаж, який може лікувати інших гравців, а Barrage — експерт із вибухівки. Гравці можуть змінювати свої класи під час гри або застосовувати до своїх персонажів «обладнання», яке надає їм здібності інших класів. Гравці також можуть просуватися за допомогою ігрового Survival Pass, щоб розблокувати нові скіни та косметичні предмети для своїх екзокостюмів та зброї.
Основний режим у грі — «Виживання динозаврів». Дві команди з п'яти гравців повинні змагатися одна з одною, щоб виконати завдання, поставлені Левіафаном. Головними супротивниками в грі є динозаври, випущені з таємничих вихорів, включаючи тиранозавра, трицератопса, пахіцефалозавра, птеранодона та величезні орди хижих тварин, а також мутовані доісторичні істоти під назвою «неозаври», які мають особливі бойові здібності. Цілі та бойові завдання, які гравці повинні виконати, включають «Винищення динозаврів», «Захист VTOL», «Безпека ключа даних», «Заряд Омега» та «Поглинач енергії». За словами директора гри Такуро Хіраоки, гравцям іноді доводиться битися один з одним або один з одним. У режимі «Винищення динозаврів» гравці повинні знищити певний вид динозаврів, а в режимі «Захист VTOL» — охороняти літак, що стоїть на землі, і захищати його від атак динозаврів. Виконуючи завдання, гравці отримують очки досвіду, які дозволяють їм подальше вдосконалення своїх персонажів і відкриття нових сюжетних місій.

## Сюжет
У найближчому майбутньому 2040 року на Землі почнуть з'являтися міжвимірні портали для подорожей у часі, відомі як «вихори». Єдине, що з них виходить, — це величезні орди ворожих динозаврів і «неозаврів», генетично модифікованих динозаврів, які мутували під впливом хімічних речовин Hi-Xol і його більш нестабільної форми Lo-Xol, що спричиняє глобальний хаос і руйнування. Людство бореться, використовуючи «екзофайтери» — солдатів, оснащених спеціальними екзокостюмами, виготовленими корпорацією Aibius. Aibius також розробляє «Левіафан» — передовий штучний інтелект, призначений для допомоги екзофайтерам шляхом розробки нових екзокостюмів, поліпшення їхніх операцій та прогнозування місця відкриття наступного вихору.
У 2043 році патрульний загін № 52585 «Молотоголові», що складається з Ейса — новачка-екзобійця та повністю налаштовуваного персонажа гравця; Лоренцо — командира загону та механіка -Алдерса: інженера — Маджесті, вправного, але серйозного екзобійця, та Сенді -андроїдного помічника загону, потрапляють у вир під час місії та опиняються на острові Бікітоа, який був заблокований Левіафаном з 2040 року. Ейс зустрічає ветерана-екзобійця Магнума, який допомагає йому та «Молотголовим», а також Левіафана, який, схоже, став ізгоєм і тепер проводить «військові ігри». Вони складаються з різних «бойових випробувань», які відправляють учасників у минуле, в конкретну дату 2040 року, де вони повинні боротися з хвилями динозаврів і неозаврів, що з'являються через вири, відкриті самим Левіафаном. Ейс, за підтримки Магнума і Молотоголових, бере участь у військових іграх, намагаючись розкрити таємниці Левіафана.
Магнум врешті-решт встановлює зв'язок з «Молотоголовими» і розкриває, що він походить з альтернативної часової лінії і працює під керівництвом альтернативної версії Лоренцо. Він пояснює, що Левіафан захоплює екзобійців з різних часових ліній, щоб відправити їх у 2040 рік для збору бойових даних для розробки екзокостюмів під загрозою смерті. З огляду на це, «Молотоголові» досліджують оригінальний інцидент Бікітоа у 2040 році, який почався, коли космічний ліфт Стратоватор на острові обвалився, спричинивши катастрофічні пошкодження, перш ніж острів був відрізаний від зовнішнього світу через викривлення простору-часу. Однак «Молотоголові» починають підозрювати, що Левіафан насправді є причиною інциденту. Під час військових ігор Магнум вдається зібрати важливі дані, які він намагається передати «Молотоголовим», але, судячи з усього, його вбиває ворожий екзофайтер, на ім'я Дурбан.
Потім з Молотголовими зв'язується альтернативна версія доктора Гарретта Сайнса — головного вченого Айбіуса, який просить їх отримати його дослідницькі дані за 2040 рік, щоб відновити коди перезапису Левіафана, хоча Молотголові побоюються, що у нього можуть бути приховані мотиви. Вони продовжують розслідування та виявляють проєкт Сайнеса «Золотий гусак», який використовує технологію вихрових вітрогенераторів для подорожей у часі для збору суперпалива Hi-Xol для Aibius. Вони також виявляють, що екзокостюми та вихрові пристрої були створені на основі Origin Suit, екзокостюма, який був відправлений у минуле мільйони років тому і знайдений Айбіусом у 2023 році. Hammerheads конфронтують Synes з приводу цієї нової інформації, і він відправляє Дурбана, який виявляється альтернативним Альдерсом, щоб викрасти їхні дані.
Під час пошуків Дурбана «Молотоголові» знаходять ще один стародавній екзокостюм, залишений альтернативною версією Маджесті з 2050 року, яка залишила запис із попередженням, що в далекому майбутньому Айбіус побудує додаткові Стратовати по всьому світу для видобутку Hi-Xol, але тимчасовий видобуток руйнує саму структуру реальності, створюючи вихори, які викликають динозаврів і спричиняють спалахи. Вона надає алгоритм, необхідний для подорожей у часі. Крім того, вони дізнаються, що оригінальний пілот Origin Suit, Янник Наді, намагався подорожувати в часі з 24 століття, щоб зупинити будівництво Стратоваторів у майбутньому, але в підсумку загинув у крейдяному періоді, а залишки його розуму, що залишилися в костюмі, були частково використані для створення Левіафана. Наді все ще живе всередині Левіафана, намагаючись зв'язатися з такими людьми, як альтернативна Маджесті та сестра Лоренцо Харука, щоб спробувати виконати свою місію. Вони розуміють, що якщо їм вдасться перенести свій літак назад у 2040 рік, вони зможуть допомогти Харуці реалізувати її план, знищити Левіафана і запобігти катастрофі. Вони переконують Синеса розповісти їм, як перенести їхній літак, але Дурбан зраджує його і вбиває незабаром після цього, щоб забрати «Золоту гуску» собі.
Підготувавшись, «Молотоголові» переносять свій літак у 2040 рік, а Наді відправляє екзофайтери для прямого нападу на ядро Левіафана. «Молотоголові» використовують літак, щоб перетворити запаси Hi-Xol Левіафана на більш леткий Lo-Xol, який вибухає і знищує ядро ШІ. У відчаї Левіафан захоплює екзокостюм «Бегемот», яким керує Дурбан, вбиваючи його в процесі. Об'єднана сила екзофайтерів зрештою здатна назавжди знищити «Бегемот» і Левіафана. Потім «Хаммерхеди» повертаються в 2043 рік, де виявляють, що інцидент Бікітоа був повністю відвернений, а Харука все ще жива. Однак Харука попереджає їх, що Айбіус знає, що вони володіють повними даними про «Золоту гуску», і звинувачує їх у крадіжці. Отримавши координати безпечного місця, «Молотоголові» відлітають, маючи намір продовжувати чинити опір Айбіусу і не дати їм знову використовувати «Золоту гуску» та загрожувати реальності.

## Розвиток
Exoprimal був розроблений компанією Capcom. Метою команди було створити екшн-гру, яка б відрізнялася від попередніх ігор студії, та являла гру, в якій гравці повинні подолати і знищити орди ворогів. На відміну від Monster Hunter, в якій гравці борються тільки з одним ворогом за раз. Динозаври були обрані головними ворогами в грі, оскільки Хіраока та команда вважали, що «буде цікаво відчути загрозу від найстрашніших хижаків в історії», особливо якщо вони атакують гравців величезною зграєю. Гра не пов'язана з серією Dino Crisis, хоча продюсер цієї серії — Хіроюкі Кобаяші і брав участь у розробці та виробництві Exoprimal.

## Випуск
Exoprimal було анонсовано під час прямої трансляції PlayStation State of Play у березні 2022 року. Capcom організував мережеві тести для гравців на ПК у липні та серпні 2022 року, дозволивши їм пограти в попередню версію гри. Відкрите бета-тестування гри проводилося з 17 по 19 березня 2023 року. Гра була випущена для PlayStation 4, PlayStation 5, Windows, Xbox One та Xbox Series X/S, як повноцінний продукт 14 липня 2023 року. Гра також була запущена на Xbox Game Pass для хмарних сервісів, консолей та ПК.

## Критика
| Агрегатор  | Оцінка                                 |
| ---------- | -------------------------------------- |
| Metacritic | (PC) 68/100 (PS5) 67/100 (XSXS) 72/100 |
| OpenCritic | 31% recommend                          |

| Видання        | Оцінка |
| -------------- | ------ |
| Digital Trends | [ 17 ] |
| Edge           | 7/10   |
| Eurogamer      | [ 19 ] |
| Famitsu        | 32/40  |
| Game Informer  | 8/10   |
| IGN            | 8/10   |
| NME            | [ 23 ] |
| PC Gamer (США) | 69/100 |
| PCGamesN       | 5/10   |
| Shacknews      | 6/10   |

Згідно з веб-сайтом- агрегатором відгуків Metacritic, Exoprimal отримав «змішані або середні» відгуки від критиків. OpenCritic визначив, що 31 % критиків рекомендують гру.

### Продажі
За два тижні Exoprimal досягла понад одного мільйона гравців.

До кінця вересня 2023 року було продано менш як 940 000 одиниць гри.